# The Other Side of Bonnie and Clyde
The Other Side of Bonnie and Clyde  è un film documentario statunitense del 1968 diretto da Larry Buchanan. Il soggetto riprende la storia vera di Bonnie e Clyde, una coppia di criminali statunitensi degli anni trenta.

## Trama
Il film è una sorta di documentario che unisce interviste, notizie da fonti di stampa, vecchie foto e altri tipi di documentazione su Bonnie Elizabeth Parker e Clyde Chestnut Barrow, una leggendaria coppia di criminali e fuorilegge statunitensi degli anni trenta che trovò la morte nel corso di una sparatoria con la polizia nel 1934. Il film si sofferma in particolare sulla figura del Texas Ranger Frank Hamer, che risultò determinante per l'eliminazione dei due fuggitivi.

## Produzione
Il film è stato prodotto dalla Larry Buchanan Productions e dalla Dal-Art Films e diretto dal regista di B-Movie Larry Buchanan.

## Distribuzione
Il film fu distribuito nel 1968. È stato poi distribuito in VHS nel 1986 dalla United Home Video e dalla Something Weird Video in DVD e in VHS nel 2003.